# Anatol Arapu
Anatol Arapu (n. 27 noiembrie 1962, Văsieni, raionul Ialoveni) este un economist moldovean, fost Ministru al Finanțelor al Republicii Moldova, fiind în funcție de la 14 august 2013 până la 20 ianuarie 2016, în trei guverne consecutive: Guvernul Leancă, Guvernul Gaburici și Guvernul Streleț. A mai fost Ministru al Finanțelor în anii '90, în Guvernul Ciubuc-2 (22 mai 1998 - 17 februarie 1999) și în Guvernul Sturza (12 martie - 12 noiembrie 1999).

## Biografie
Anatol Arapu s-a născut pe 27 noiembrie 1962 în satul Văsieni, Ialoveni. A absolvit Facultatea de Economie a Universității de Stat din Moldova în 1985, Institutul Economico-Statistic de la Moscova în 1987 și Institutul Organizației Mondiale a Comerțului din Geneva, Elveția în 1993. În perioada 1988-1992 a fost director al trustului "Moldova - EXIM". În perioada 1994-1997 lucrează ca asistent în direcția executivă a Băncii Mondiale, iar între 1997 - 1998 a fost Ambasador al Republicii Moldova la Uniunea Europeană, NATO, Belgia, Olanda, Luxemburg. Din 22 mai 1998 până la 17 februarie 1999 a fost Ministru al Finanțelor în Guvernul Ciubuc-2, iar apoi între 12 martie și 12 noiembrie 1999 a fost Ministru al Finanțelor în Guvernul Sturza.

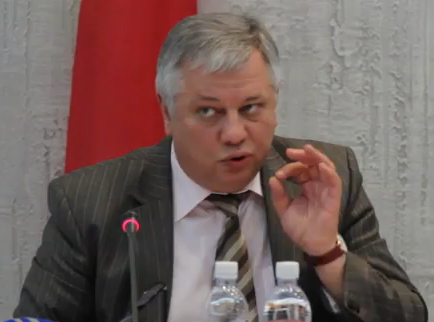
Anatol Arapu în iulie 2015

Ulterior a lucrat la compania Lukoil România ca director financiar, timp de un an, iar din 2001 până în 2013 a deținut funcția de director general adjunct pe probleme economice și financiare. Din 14 august 2013 este Ministru al finanțelor al Republicii Moldova inițial în Guvernul Leancă, apoi în Guvernul Gaburici și Guvernul Streleț. Deși nu este membru de partid, a ajuns în funcția de ministru fiind înaintat din partea Partidului Liberal Democrat din Moldova.
Este căsătorit și are un copil. Vorbește română (nativă), rusa (fluent), engleza (fluent) și franceza (mediu).

## Legături externe
- Anatol Arapu, Ministru al finanțelor pe gov.md
- Anatol Arapu - venituri, proprietăți și interese @ promis.md
- Cine este noul ministru al Finanțelor, Anatol Arapu?